# Dharam Gokhool

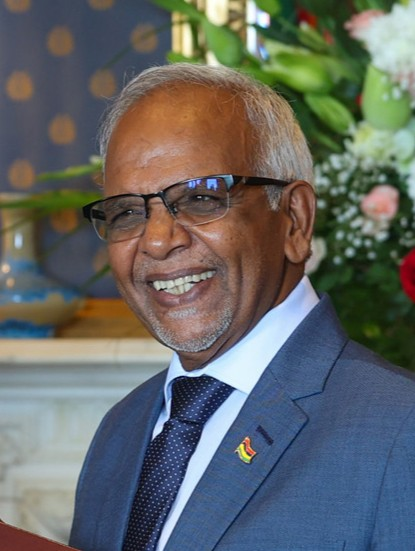
Dharam Gokhool (2025)

Dharambeer Gokhool (* 25. Oktober 1949 in Plaines des Roches, Britisch-Mauritius) ist ein mauritisch-indischer Politiker, der seit dem 6. Dezember 2024 Präsident von Mauritius ist. Er war davor bereits zweimal Minister und langjähriger Abgeordneter der Nationalversammlung, wo er das Mouvement Militant Mauricien (MMM) und die Parti Travailliste vertrat.

## Laufbahn
Gokhool wurde als indischstämmiger Hindu als eines von neun Kindern eines Arbeiters und einer Hausfrau auf Britisch-Mauritius geboren. Er besuchte nach seiner Schulzeit in Mauritius die University of Delhi, wo er 1975 seinen Abschluss an der Faculty of Management Studies erhielt. Nach seinem Studium kehrte er nach Mauritius zurück und wurde Mitarbeiter an der University of Mauritius, wo er unter anderem als Dozent, außerordentlicher Professor und Dekan tätig war.
Gokhool begann seine politische Karriere 1976. Er trat 1980 der sozialistischen Partei Mouvement Militant Mauricien (MMM) bei. Im Jahr 1982 gewann er die Wahlen zur Nationalversammlung als Teil des Bündnisses der MMM mit der Parti Socialiste Mauricien (PSM), das in jenem Jahr einen Erdrutschsieg errang. Nach dem Zusammenbruch der Koalition der MMM und der PSM blieb Gokhool bei der MMM und kandidierte 1983 erneut für die Nationalversammlung, verlor jedoch seinen Sitz. Im Jahr 1991 kehrte er für das MMM in die Legislative zurück. Während seiner Amtszeit wechselte er jedoch zur Arbeiterpartei (Parti Travailliste).
Zwischen 1991 und 1993 war Gokhool auch Bürgermeister der Gemeinde Vacoas-Phoenix. In der Arbeiterpartei erlangte er als Überläufer hohe Ämter. So war er 2003 Verwaltungssekretär der Partei und von 2004 bis 2005 Generalsekretär. Während der Regierungszeit von Navin Ramgoolam war Gokhool von 2005 bis 2008 Bildungsminister, danach wurde er Minister für Industrie, Wissenschaft und Forschung und hatte dieses Amt von 2008 bis 2010 inne. Nach den Wahlen 2014 war er Kandidat für das Amt des Vizepräsidenten, wurde aber nicht gewählt.
Am 6. Dezember 2024 wurde Gokhool von der Nationalversammlung einstimmig zum Präsidenten gewählt, ein Amt, welches hauptsächlich repräsentative Aufgaben hat. Bei einem Staatsbesuch des indischen Premiers Narendra Modi im März 2025 erhielt Gokhool als Gastgeschenk die indische Staatsbürgerschaft überreicht.